# Кольцов Петро Олексійович
Петро Олексійович Кольцов (1907, село Сосновий Ключ Чистопольського повіту Казанської губернії, тепер Чистопольського району Татарстану, Російська Федерація — листопад 1983, місто Москва, тепер Російська Федерація) — радянський діяч, 2-й секретар ЦК КП(б) Білорусії, народний комісар землеробства Білоруської РСР, доцент. Член Бюро ЦК КП(б) Білорусії з січня до листопада 1939 року.

## Життєпис
Народився в селянській родині. У 1924 році вступив до комсомолу.
У 1927 році закінчив сільськогосподарський технікум у місті Чистополі Татарської АРСР.
У жовтні 1927 — листопаді 1929 року — агроном виконавчого комітету волосної ради села Старі Челни Татарської АРСР.
Кандидат у члени ВКП(б) з травня 1928 року.
У грудні 1929 — вересні 1931 року — агроном Чистопольського районного земельного відділу Татарської АРСР.
Член ВКП(б) з січня 1931 року.
У жовтні 1931 — жовтні 1932 року — завідувач сектору рільництва Татарської Колгоспспілки в місті Казані.
У листопаді 1932 — серпні 1936 року — студент, у вересні 1936 — березні 1938 року — аспірант Сільськогосподарської академію імені Тимірязєва в Москві.
У березні — липні 1938 року — директор Білоруської сільськогосподарської академії в місті Горки.
У липні 1938 — січні 1939 року — народний комісар землеробства Білоруської РСР.
27 січня — липень (офіційно 16 листопада) 1939 року — 2-й секретар ЦК КП(б) Білорусії.
З липня до жовтня 1939 року — в резерві ЦК ВКП(б) у Москві.
У жовтні 1939 — червні 1941 року — аспірант Сільськогосподарської академію імені Тимірязєва в Москві.
У червні 1941 — березні 1946 року служив у військах НКВС СРСР, учасник німецько-радянської війни. З червня 1941 до березня 1942 року — інструктор організаційно-партійної роботи 112-го залізничного полку 32-ї дивізії НКВС. З березня до серпня 1942 року — заступник військового комісара 84-го стрілецького полку 12-ї дивізії НКВС. У серпні 1942 — лютому 1945 року — секретар партійної комісії 16-ї стрілецької бригади НКВС. У лютому 1945 — березні 1946 року — заступник начальника політичного відділу 19-ї стрілецької бригади НКВС.
У березні 1946 — жовтні 1953 року — 1-й заступник міністра сільського господарства Литовської РСР.
У жовтні 1953 — червні 1955 року — заступник начальника Головного управління пропаганди і науки Міністерства сільського господарства РРФСР.
У червні 1955 — липні 1957 року — начальник Головного управління машинно-тракторних станцій (МТС) Далекого Сходу Міністерства сільського господарства РРФСР.
У липні 1957 — серпні 1958 року — головний інспектор, у серпні — грудні 1958 року — заступник начальника Головного територіального управління по областях, краях та АРСР Далекого Сходу Міністерства сільського господарства РРФСР.
У грудні 1958 — березні 1960 року — начальник Інспекції із якості картоплі та овочів Міністерства сільського господарства РРФСР.
З березня 1960 до липня 1967 року — доцент Московського державного бібліотечного інституту в місті Хімки Московської області.
У вересні 1967 — липні 1972 року — доцент Вищої школи профспілкового руху ВЦРПС у Москві.
З липня 1972 року — персональний пенсіонер союзного значення в Москві.
Помер у листопаді 1983 року в Москві.

## Звання
- капітан
- майор

## Нагороди
- орден Леніна (28.02.1939)
- орден Трудового Червоного Прапора (1950)
- орден Червоної Зірки (1945)
- медалі